# Propaganda Due
Propaganda Due – nielegalna loża paramasońska, zwana w skrócie P-2. 
Organizacja razem z Lożą Monte Carlo należała do powojennego podziemia faszystowskiego we Włoszech. Na jej czele stał Licio Gelli, organizator „władzy równoległej”, która miała uniemożliwić, by do władzy doszli we Włoszech w drodze wyborów komuniści. Do loży należeli m.in. wysokiej rangi oficer armii Giovanni Torrisi, szefowie tajnych służb Giuseppe Santovito i Giulio Grassini, szef policji skarbowej Orazio Giannini, ministrowie, 30 generałów, 8 admirałów, przemysłowcy, wydawcy gazet, potentaci telewizyjni, bankierzy – wśród nich rozsławieni aferą Banku Watykańskiego Roberto Calvi i Michele Sindona. Oskarżana była o stosowanie tzw. strategii napięcia (m.in. inspirowanie zamachu w Bolonii w 1980 roku).
Początkowo była częścią Wielkiego Wschodu Włoch, ale w 1974 roku została wyrzucona z organizacji. 
Poza Włochami P-2 aktywna była również w: Urugwaju, Brazylii i Argentynie.